# Campeonato da Itália de Ciclismo Contrarrelógio

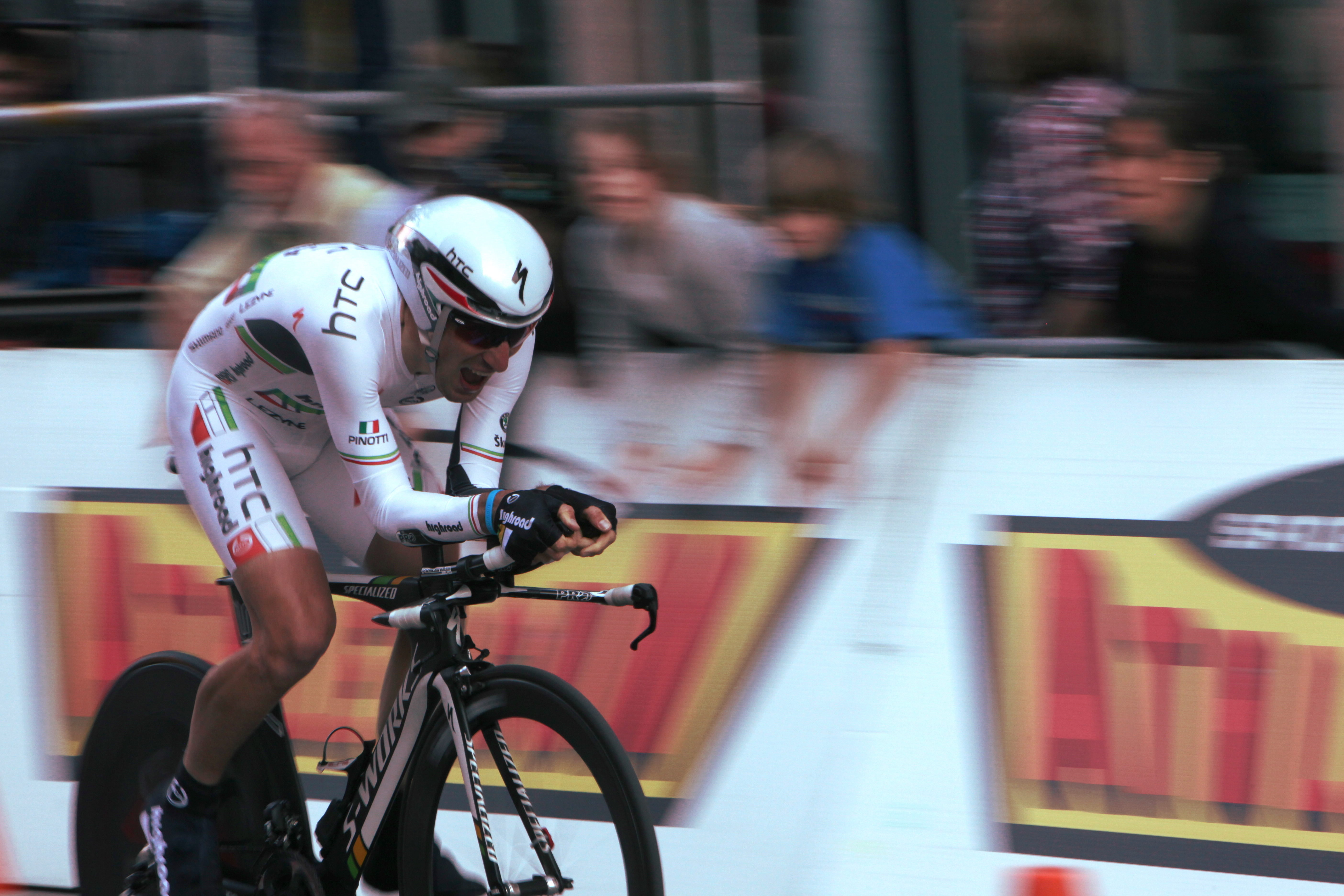
Marco Pinotti campeão em seis ocasiões

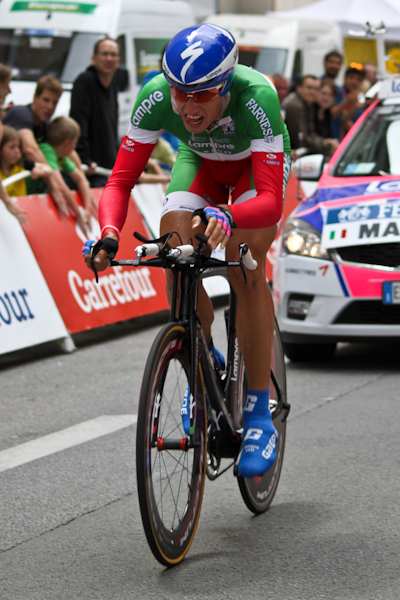
Adriano Malori campeão em 2011, 2014 e 2015

Os Campeonatos da Itália de Ciclismo Contrarrelógio organizam-se anualmente desde o ano 1995 para determinar o campeão ciclista de Itália de cada ano, na modalidade.
O título outorga-se ao vencedor de uma única carreira, na modalidade de contrarrelógio individual. O vencedor obtém o direito a portar um maillot com as cores da bandeira italiana até campeonato do ano seguinte, somente quando disputa provas Contrarrelógio.

## Palmarés masculino
| Ano  | Ganhador           | Segundo              | Terceiro             |
| 1995 | Massimiliano Lelli | Andrea Chiurato      | Luca Scinto          |
| 1997 | Dario Andriotto    | Carlo Finco          | Cristian Salvato     |
| 1998 | Marco Velo         | Luca Sironi          | Mirko Gualdi         |
| 1999 | Marco Velo         | Riccardo Forconi     | Daniele Nardello     |
| 2000 | Marco Velo         | Daniele Contrini     | Diego Ferrari        |
| 2001 | Andrea Peron       | Daniele Contrini     | Juri Alvisi          |
| 2002 | Dario Frigo        | Filippo Pozzato      | Juri Alvisi          |
| 2003 | Gianpaolo Mondini  | Manuel Quinziato     | Andrea Rossi         |
| 2004 | Dario Cioni        | Andrea Perón         | Marco Pinotti        |
| 2005 | Marco Pinotti      | Marzio Bruseghin     | Dario Cioni          |
| 2006 | Marzio Bruseghin   | Marco Pinotti        | Manuel Quinziato     |
| 2007 | Marco Pinotti      | Vincenzo Nibali      | Manuel Quinziato     |
| 2008 | Marco Pinotti      | Luca Celli           | Maurizio Biondo      |
| 2009 | Marco Pinotti      | Gabriele Bosisio     | Maurizio Biondo      |
| 2010 | Marco Pinotti      | Dario Cataldo        | Adriano Malori       |
| 2011 | Adriano Malori     | Manuele Boaro        | Alan Marangoni       |
| 2012 | Dario Cataldo      | Adriano Malori       | Marco Pinotti        |
| 2013 | Marco Pinotti      | Stefano Pirazzi      | Adriano Malori       |
| 2014 | Adriano Malori     | Dario Cataldo        | Alan Marangoni       |
| 2015 | Adriano Malori     | Moreno Moser         | Daniele Bennati      |
| 2016 | Manuel Quinziato   | Manuele Boaro        | Moreno Moser         |
| 2017 | Gianni Moscon      | Fabio Felline        | Manuel Quinziato     |
| 2018 | Gianni Moscon      | Filippo Ganna        | Fabio Felline        |
| 2019 | Filippo Ganna      | Alberto Bettiol      | Alessandro De Marchi |
| 2020 | Filippo Ganna      | Alessandro De Marchi | Edoardo Affini       |
| 2021 | Matteo Sobrero     | Edoardo Affini       | Mattia Cattaneo      |
| 2022 | Filippo Ganna      | Mattia Cattaneo      | Edoardo Affini       |

### Sub-23
| Ano  | Ganhador             | Segundo           | Terceiro                 |
| 2003 | Gianluca Moi         | Maurizio Biondo   | Giairo Ermeti            |
| 2004 | Francesco Rivera     | Luca Ascani       | Mariano De Fino Silveiro |
| 2005 | Tiziano Dall'Antonia | Francesco Tomei   | Eddy Rosolen             |
| 2006 | Alan Marangoni       | Francesco Tomei   | Ermanno Capelli          |
| 2007 | Adriano Malori       | Manuele Boaro     | Marco Coledan            |
| 2008 | Adriano Malori       | Manuele Boaro     | Daniel Oss               |
| 2009 | Alfredo Balloni      | Adriano Malori    | Alessandro Stocco        |
| 2010 | Matteo Mammini       | Gianluca Leonardi | Alessandro Stocco        |
| 2011 | Matteo Mammini       | Massimo Coledan   | Mattia Cattaneo          |
| 2012 | Massimo Coledan      | Davide Martinelli | Mirko Trosino            |
| 2013 | Davide Martinelli    | Andrea Toniatti   | Luca Sterbini            |
| 2014 | Davide Martinelli    | Seid Lizde        | Davide Belletti          |
| 2015 | Davide Martinelli    | Giovanni Carboni  | Edoardo Affini           |
| 2016 | Filippo Ganna        | Giovanni Carboni  | Seid Lizde               |
| 2017 | Paolo Baccio         | Edoardo Affini    | Giovanni Carboni         |
| 2018 | Edoardo Affini       | Matteo Sobrero    | Paolo Baccio             |
| 2019 | Matteo Sobrero       | Giovanni Aleotti  | Antonio Puppio           |

## Palmarés feminino
| Ano  | Ganhadora              | Segunda              | Terça              |
| 1987 | Maria Canins           | -                    | -                  |
| 1988 | Maria Canins           | -                    | -                  |
| 1989 | Maria Canins           | Francesca Galli      | Roberta Bonanomi   |
| 1990 | Maria Canins           | Monica Bandini       | Francesca Galli    |
| 1991 | Roberta Bonanomi       | Maria Paola Turcutto | Imelda Chiappa     |
| 1992 | Maria Paola Turcutto   | Simona Muzzioli      | Roberta Bonanomi   |
| 1994 | Imelda Chiappa         | Antonella Bellutti   | Maria Canins       |
| 1995 | Imelda Chiappa         | Roberta Bonanomi     | Maria Canins       |
| 1996 | Gabriella Pregnolato   | Imelda Chiappa       | Antonella Bellutti |
| 1997 | Gabriella Pregnolato   | Imelda Chiappa       | Roberta Bonanomi   |
| 1998 | Imelda Chiappa         | Gabriella Pregnolato | Lucia Pizzolotto   |
| 1999 | Gabriella Pregnolato   | Giovanna Troldi      | Linda Visentini    |
| 2000 | Gabriella Pregnolato   | Luisa Tamanini       | Lucia Pizzolotto   |
| 2001 | Alessandra Cappellotto | Vera Carrara         | Luisa Tamanini     |
| 2002 | Giovanna Troldi        | Fabiana Luperini     | Luisa Tamanini     |
| 2003 | Giovanna Troldi        | Luisa Tamanini       | Tania Belvederesi  |
| 2004 | Giovanna Troldi        | Tatiana Guderzo      | Anna Zugno         |
| 2005 | Tatiana Guderzo        | Anna Zugno           | Silvia Valsecchi   |
| 2006 | Silvia Valsecchi       | Giovanna Troldi      | Tatiana Guderzo    |
| 2007 | Vera Carrara           | Anna Zugno           | Silvia Valsecchi   |
| 2008 | Tatiana Guderzo        | Anna Zugno           | Silvia Valsecchi   |
| 2009 | Noemi Cantele          | Tatiana Guderzo      | Silvia Valsecchi   |
| 2010 | Tatiana Guderzo        | Silvia Valsecchi     | Noemi Cantele      |
| 2011 | Noemi Cantele          | Silvia Valsecchi     | Tatiana Guderzo    |
| 2012 | Tatiana Guderzo        | Elisa Longo Borghini | Noemi Cantele      |
| 2013 | Tatiana Guderzo        | Elisa Longo Borghini | Silvia Valsecchi   |
| 2014 | Elisa Longo Borghini   | Elena Berlato        | Vittoria Bussi     |
| 2015 | Silvia Valsecchi       | Tatiana Guderzo      | Elena Berlato      |
| 2016 | Elisa Longo Borghini   | Tatiana Guderzo      | Silvia Valsecchi   |
| 2017 | Elisa Longo Borghini   | Elena Cecchini       | Silvia Valsecchi   |
| 2018 |                        |                      |                    |
| 2019 |                        |                      |                    |
| 2020 |                        |                      |                    |
| 2021 |                        |                      |                    |
| 2022 |                        |                      |                    |
| 2023 |                        |                      |                    |
| 2024 |                        |                      |                    |

## Estatísticas

### Mais vitórias
| Ciclista       | Vitórias | Anos                                |
| -------------- | -------- | ----------------------------------- |
| Marco Pinotti  | 6        | 2005, 2007, 2008, 2009, 2010 e 2013 |
| Marco Velo     | 3        | 1998, 1999 e 2000                   |
| Adriano Malori | 3        | 2011, 2014 e 2015                   |
| Filippo Ganna  | 3        | 2019, 2020 e 2022                   |
| Gianni Moscon  | 2        | 2017 e 2018                         |

| Ciclista          | Vitórias | Anos              |
| ----------------- | -------- | ----------------- |
| Adriano Malori    | 2        | 2007 e 2008       |
| Matteo Mammini    | 2        | 2010 e 2011       |
| Davide Martinelli | 3        | 2013, 2014 e 2015 |

| Ciclista             | Vitórias | Anos                          |
| -------------------- | -------- | ----------------------------- |
| Tatiana Guderzo      | 5        | 2005, 2008, 2010, 2012 e 2013 |
| Elisa Longo Borghini | 5        | 2014, 2016, 2017, 2020 e 2021 |
| Maria Canins         | 4        | 1987, 1988, 1989 e 1990       |
| Gabriella Pregnolato | 4        | 1996, 1997, 1999 e 2000       |
| Imelda Chiappa       | 3        | 1994, 1995 e 1998             |
| Giovanna Troldi      | 3        | 2002, 2003 e 2004             |